# Wallfahrtskirche Christkindl

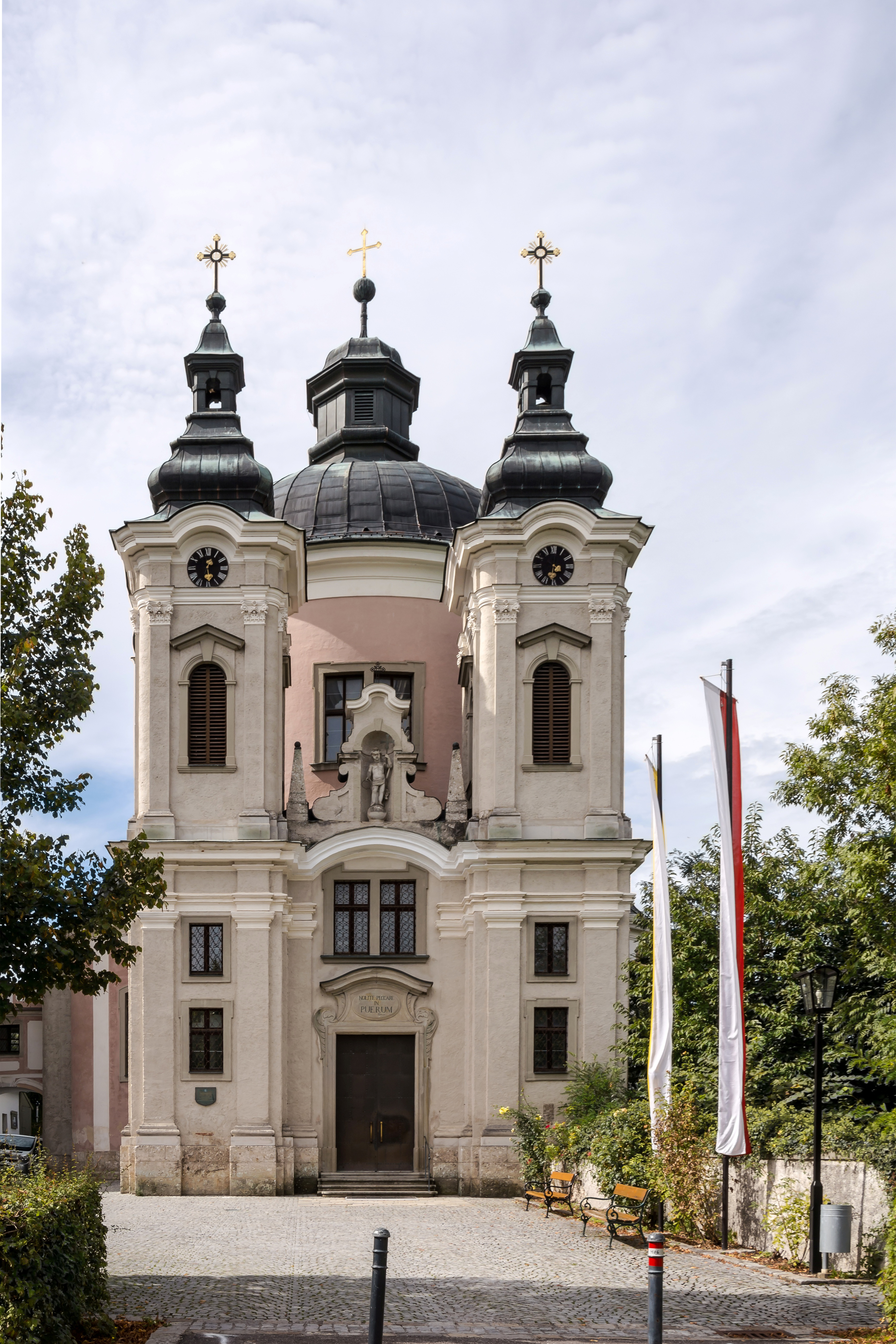
Wallfahrtskirche Unterhimmel, Front

Die Pfarr- und Wallfahrtskirche Steyr-Christkindl in Steyr, Stadtteil Christkindl, ist eine barocke Wallfahrtskirche. Die Pläne stammen von Carlo Antonio Carlone, der sich am römischen Pantheon orientierte. Benannt ist die Kirche nach einer Wachsfigur des Jesuskindes (Christkindls) im Hochaltar. Der offizielle Name ist Zum göttlichen Christuskind, örtlich auch Zum Christkindl unterm Himmel.

## Geschichte

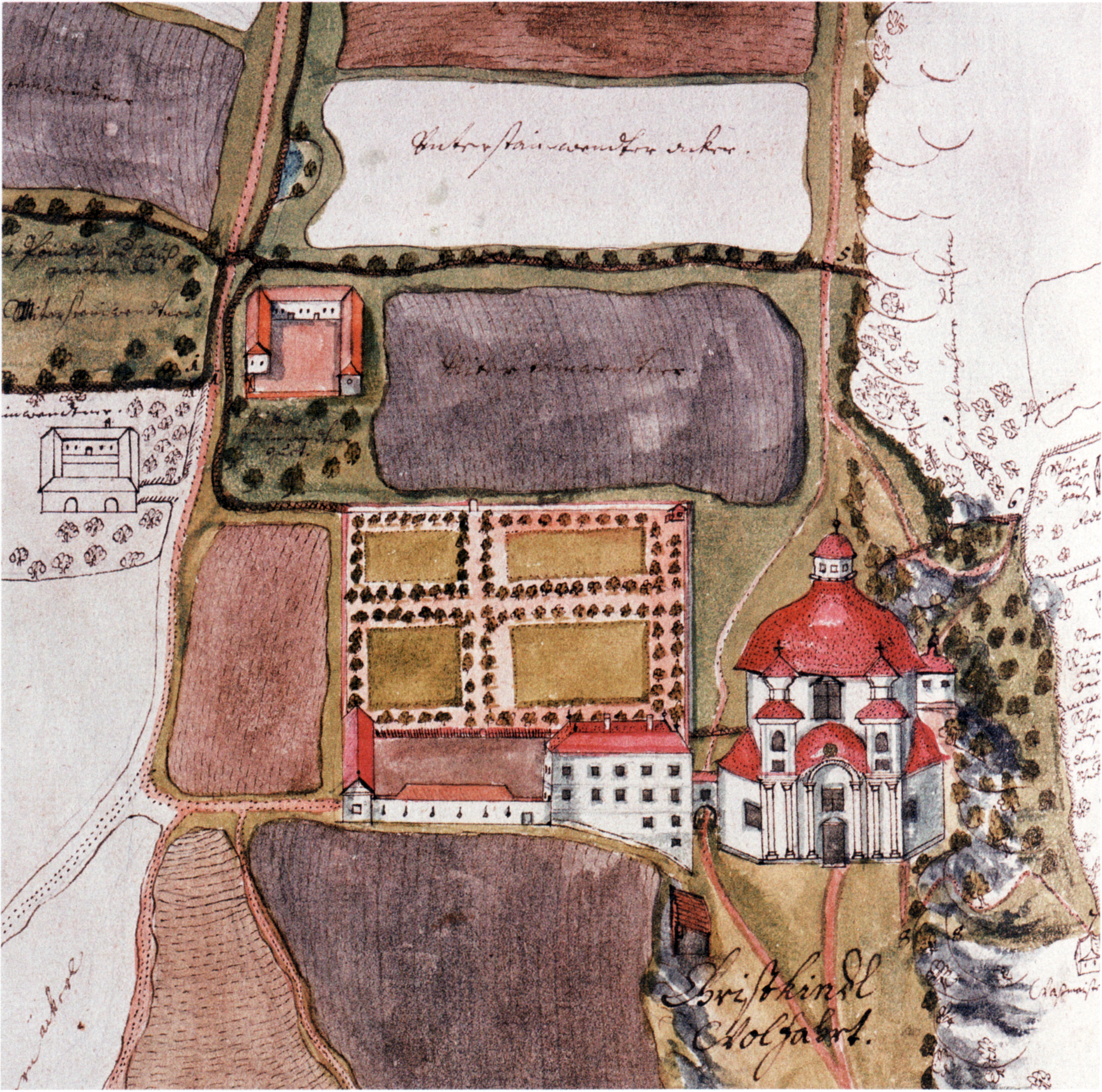
Kolorierter Plan aus dem 18. Jahrhundert

### Name
Ursprünglich hieß die Anhöhe, auf der heute die Kirche steht, „Wald Underm Himel“, wie die Flur Unterhimmel an der Steyr. Der erste Name für den neu geschaffenen Gnadenort lautete so auch „Christkindl unterm Himmel“. In der Liste des Bundesdenkmalamtes wird die Kirche als „Wallfahrtskirche Zum göttlichen Christuskind“ geführt.

### Legende
Der 1691 von Melk nach Steyr übersiedelte Chorregent und Türmer Ferdinand Sertl, soll an der Fallsucht (Epilepsie) gelitten haben. Um Heilung zu finden, betete er vor einem Bild der Heiligen Familie, das er an einen Fichtenbaum hängte. Dieser stand auf einer Anhöhe vor den Toren Steyrs, die damals noch dicht bewaldet war. Bald hörte er, dass die lahme Chorschwester Maria Elisabetha Parangin 1648 eine wächserne Christkindfigur um Heilung angefleht habe und bald darauf gehen konnte. Sertl erbat von den Cölestinerinnen am Berg eine solche Figur, betete davor und wurde, so die Überlieferung, tatsächlich gesund. Die Nachricht verbreitete sich rasch und bald war der Baum mit der Wachsfigur ein beliebter Andachtsort. Aus Dank für die Genesung seines Kindes baute schließlich ein Bauer aus der Nachbargemeinde St. Ulrich eine hölzerne Kapelle, die den Fichtenstamm mit einschloss, und somit der Ursprung der heutigen Kirche war.
Am Bauplatz stand Ende des 17. Jahrhunderts in der Höhlung eines Fichtenbaumes eine als wundertätig verehrte Christkindlfigur. Durch den großen Zuspruch als Andachtsort beschloss der Garstner Abt Anselm I. die Errichtung einer Einsiedelei und später den Bau einer Kirche.

### Bau- und Pfarrgeschichte

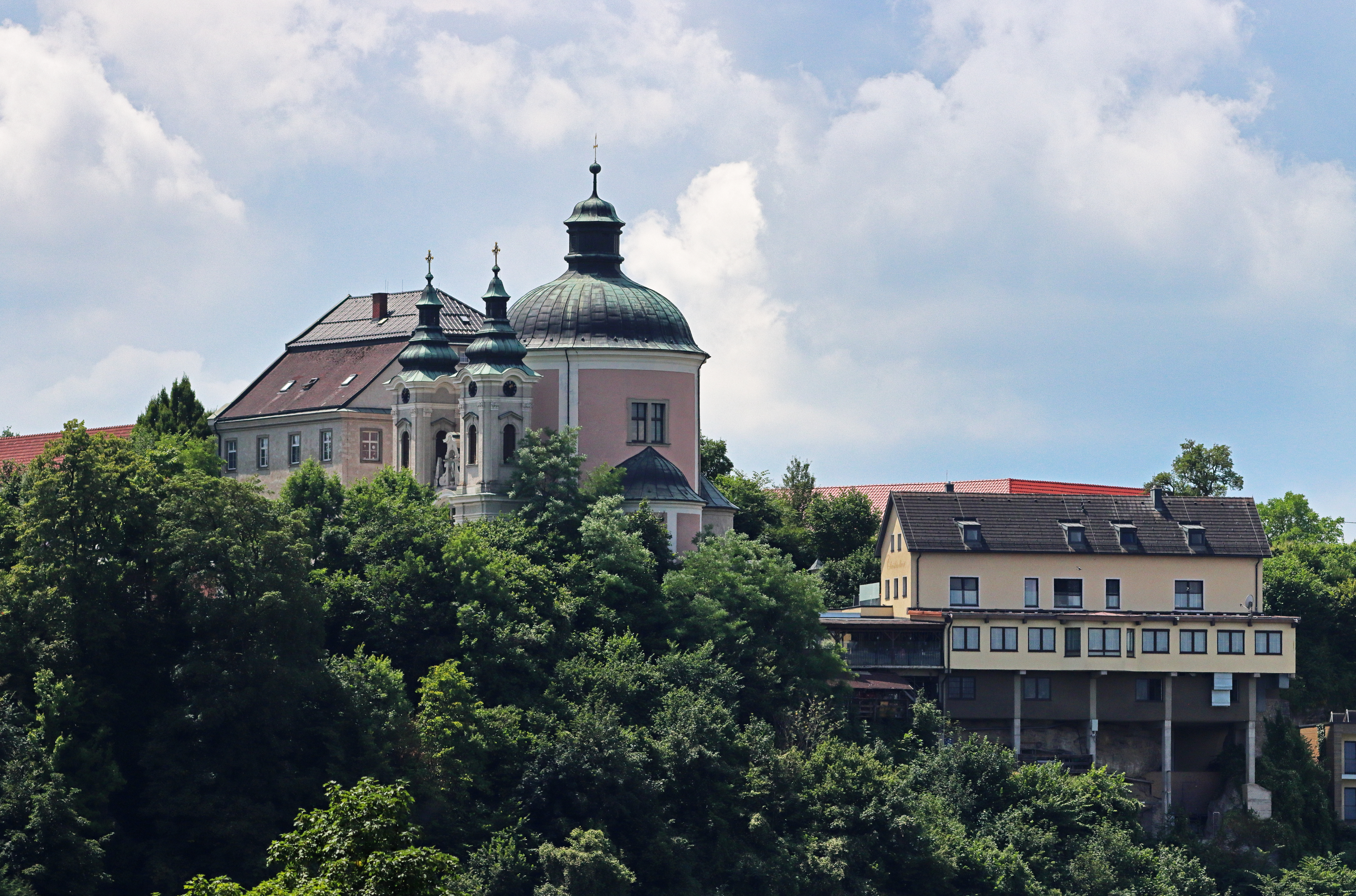
Blick von der Sierningerstraße nahe Krankenhaus auf Kirche, Pfarrhof und Gastwirtschaft (2023)

Die heutige Kirche  wurde 1702 nach Plänen von Carlo Antonio Carlone begonnen. Carlone nahm für den Barockbau die römische Kirche Santa Maria Rotonda, besser bekannt als Pantheon, zum Vorbild. Da die Genehmigung des Bischöflichen Ordinariats zu Passau fehlte, verbot dieses den Weiterbau. Erst nach fünf Jahren, am 16. April 1708, traf die Erlaubnis ein. Der Baumeister Jakob Prandtauer bekam nun, nach dem Tod Carlones, die Arbeiten übertragen, und am 28. September 1709 weihte der Garstner Abt die großteils vollendete Kirche. Die Fassadentürme wurden um 1880 erhöht. Die Pläne dazu stammen vom Linzer Dombaumeister Otto Schirmer.
Zur Zeit der josephinischen Reformen, als auch Stift Garsten säkularisiert wurde, wurde 1785 ein Sprengel eingerichtet. Die Pfarre wurde 1891 gegründet.

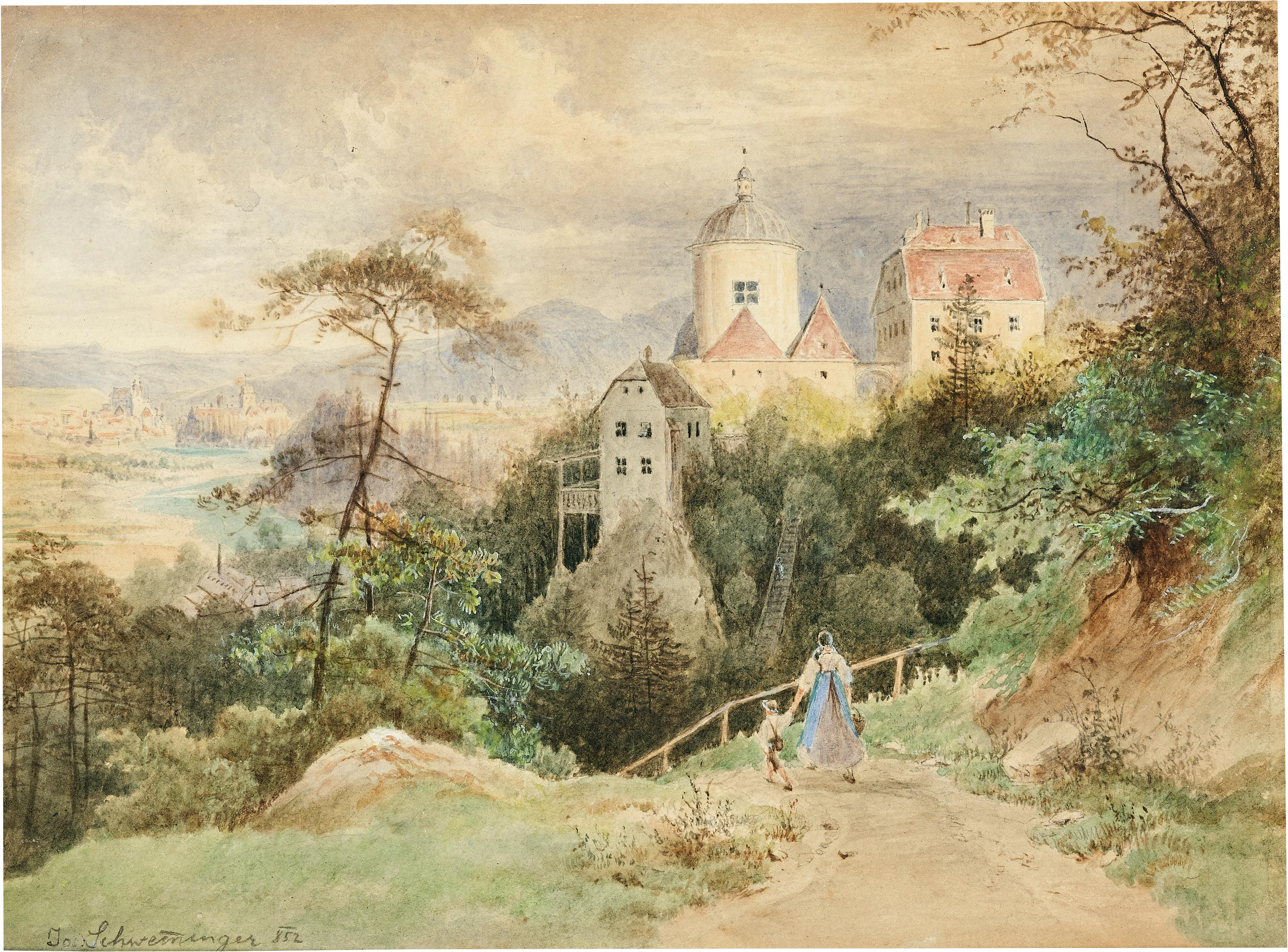
Ansicht von 1852 mit Kirche, Pfarrhof und Gastwirtschaft. Aquarell von Josef Schwemminger

Der Kirchweiler umfasst auch das heutige Pfarrheim mit Wirtschaftsgebäuden aus der Bauzeit, 1710–1715 von Prandtauer selbst geplant. Die schon vor der Kirche entstandene ehemalige Einsiedelei ist seit 200 Jahren Gastwirtschaft (heute Hotel-Restaurant Christkindlwirt).
Bei der Kirche steht die 1876 errichtete Loretokapelle.
Westlich liegt der 1784 angelegte Friedhof. Der Wirtschaftshof beim Friedhof war bis Januar 2021 ebenfalls Gasthaus, der Christkindlhof. Ursprünglich befand sich zwischen Pfarrhof und Friedhof ein Barockgarten, der nicht mehr besteht.
Seit 1950 gibt es das Weihnachtspostamt Christkindl. Neben einem Devotionalienhandel (Christkindl-Laden) führt das Pfarramt auch ein Philatelie-Archiv, in dem fast alle Sonderpoststempel seit Beginn des Postamts erhältlich sind.

## Baubeschreibung
Die Kirche ist eine Basilika römischen Typus. Es handelt sich um einen Rundbau mit vier Apsiden und zwei Fassadentürmen.

## Ausstattung
Die Kirche wurde um den Andachtsort herumgebaut. Seit um 1720 ist der Fichtenstamm in dem von Leonhard Sattler geschaffenen (und vielleicht schon von Prandtauer selbst entworfenen) barocken Hochaltar einbezogen. Der Stamm ist bis zur Höhe von 120 cm eingemauert und darüber mit Eisenstreben mit dem Mauerwerk verbunden. Eine in Kupfer getriebene, vergoldete Weltkugel von um 1760 dient als Tabernakel.
Das Kuppelfresko Johann Karl von Reslfelds zeigt die Himmelfahrt Mariens. Das Weihnachtsbild am linken Seitenaltar stammt ebenfalls von Reslfeld, der auch die Altarbilder in der Stadtpfarrkirche und der Margaretenkapelle malte. Das Gemälde mit einer Darstellung einer Kreuzigung am rechten Seitenaltar stammt aus dem Kloster Tegernsee. Maler ist Karl Loth. Die Altarrahmen sind eine Arbeit des Garstner Laienbruders Marian Rittinger.

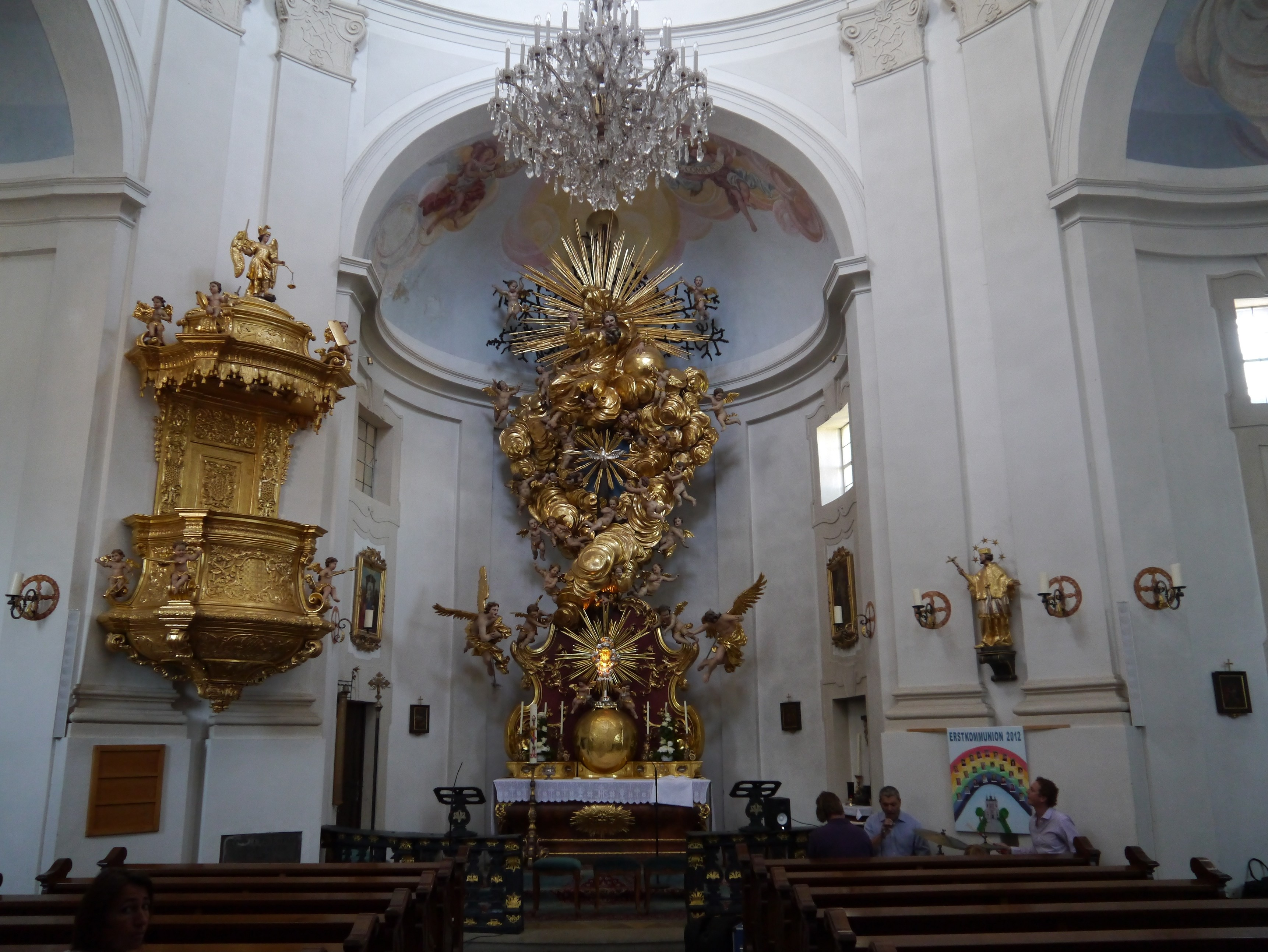
Innenansicht: Kanzel und Chor mit Hochaltar
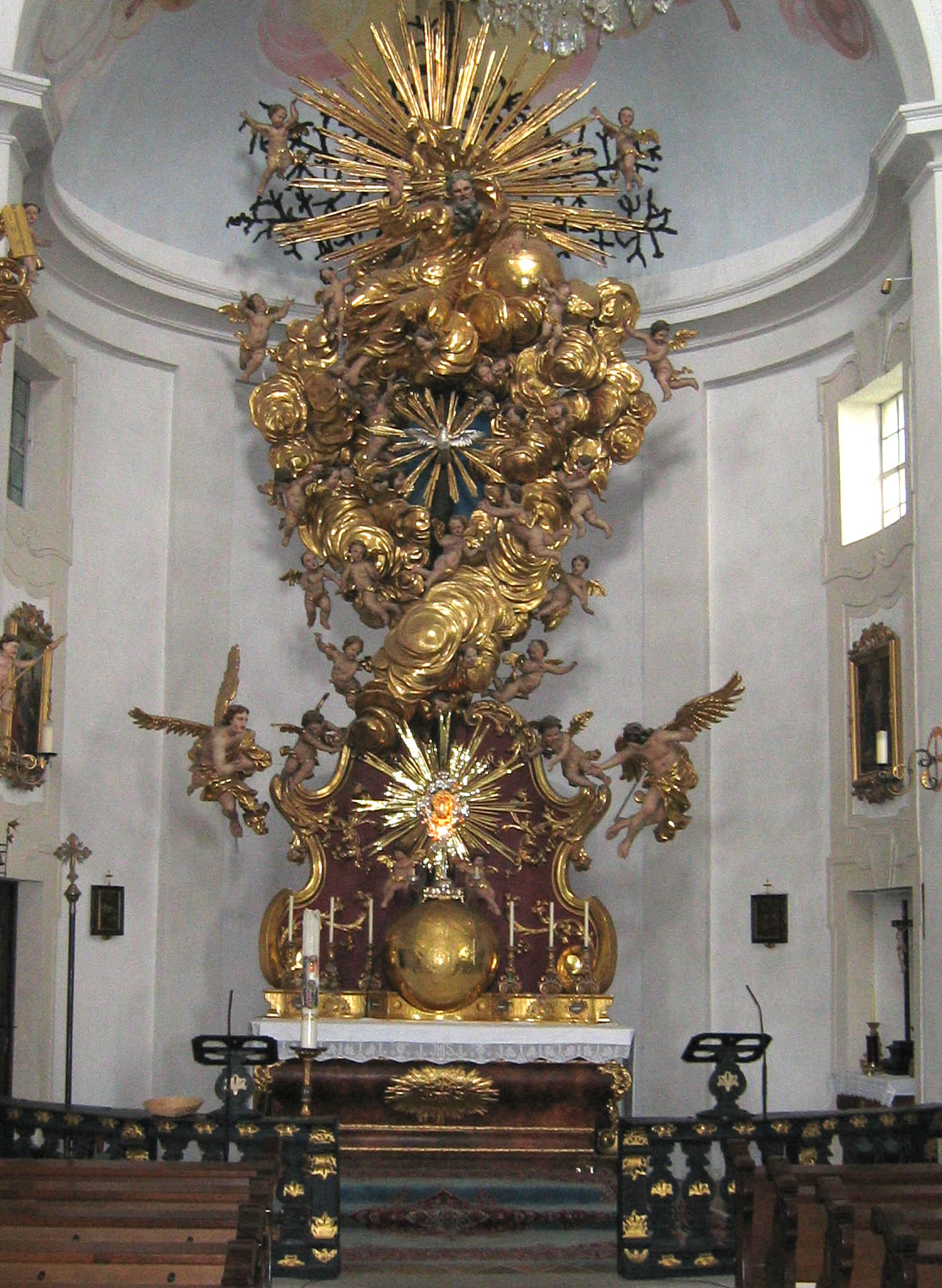
Der Hochaltar
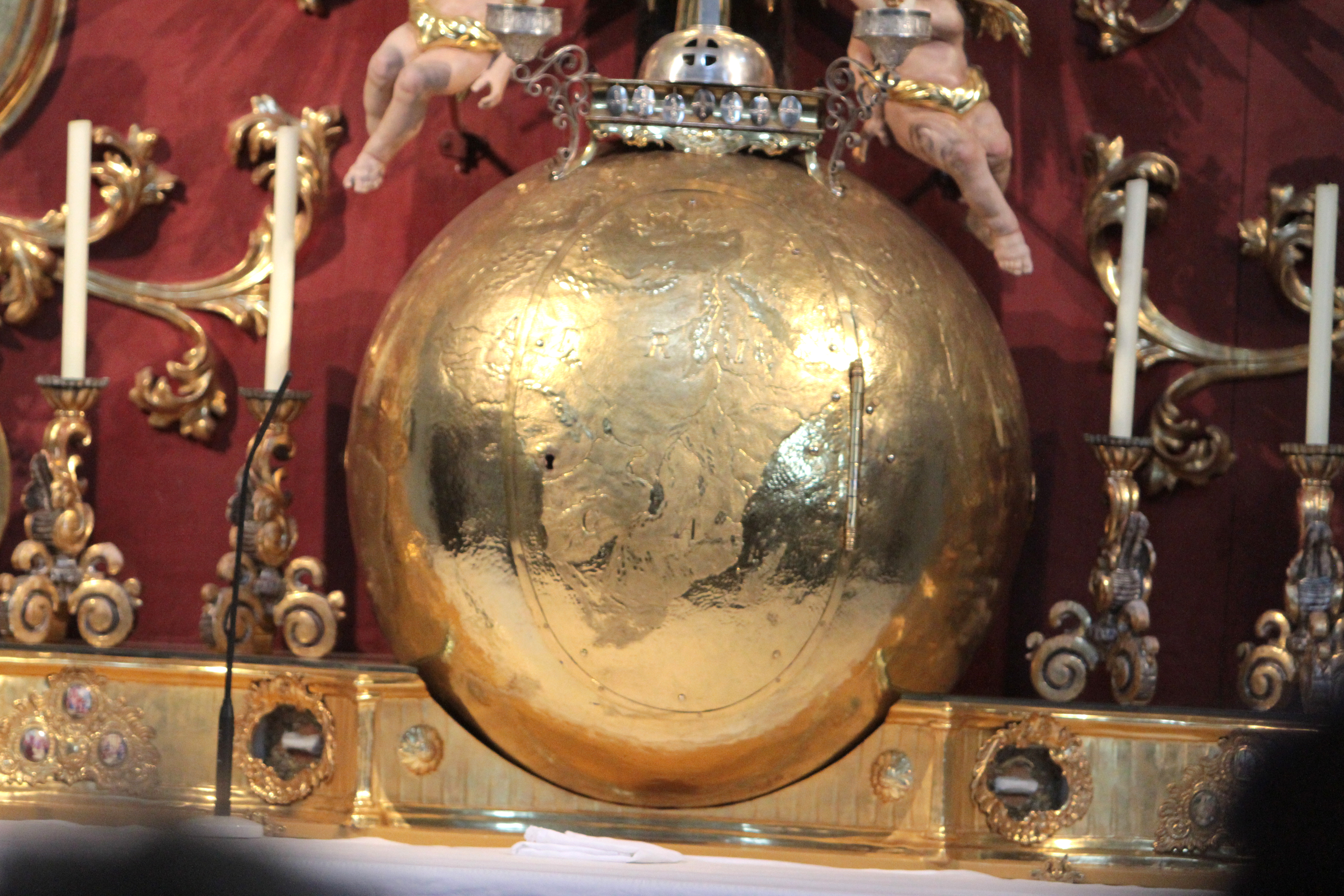
Der Tabernakel
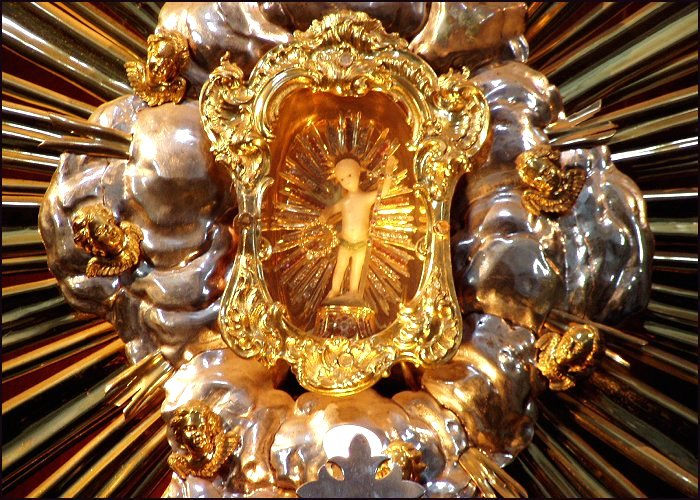
Die Wachsfigur im Hochaltar
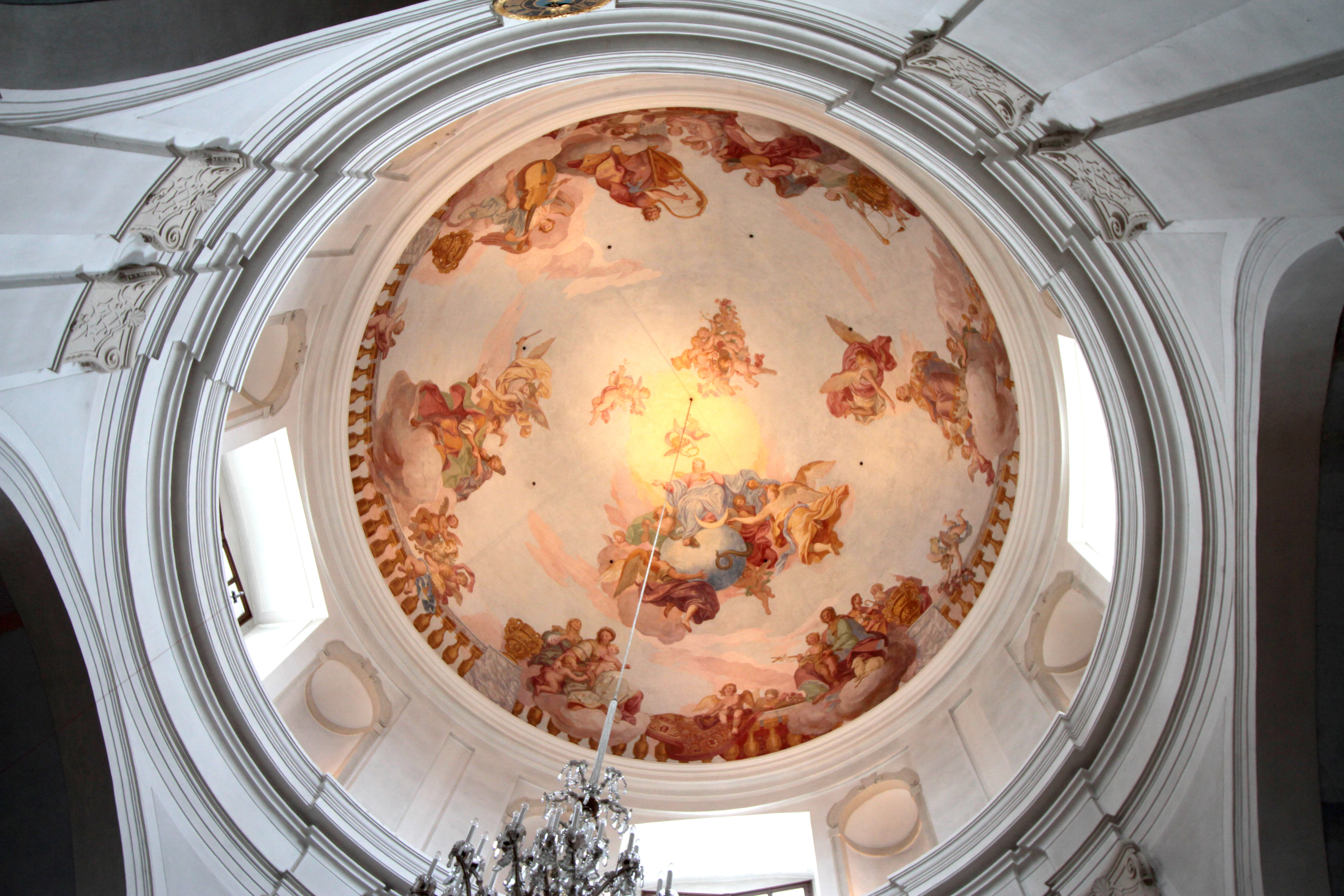
Kuppel mit Himmelfahrtsfresko

### Gnadenbild
Das Gnadenbild des Jesuskindes ist eine kleine, nur 10 cm hohe Figurine aus Wachs. Sie ist ein stehendes Christkindl, das Kreuz und Dornenkrone in den Händen hält.
Sie befindet sich in Strahlenkranz oberhalb des als Weltkugel geformten Tabernakels.

### Orgel
Die Orgel wurde 1975 von dem Orgelbauer Ludwig Eisenbarth (Passau) erbaut; das Orgelgehäuse stammt aus dem Jahre 1908. Das Instrument hat 17 Register sowie zwei Vorabzüge auf zwei Manualen und Pedal.
| I Hauptwerk C– |                          |       |
| 1.             | Prinzipal                | 8′    |
| 2.             | Coppel                   | 8′    |
| 3.             | Oktave                   | 4′    |
| 4.             | Rohrflöte                | 4′    |
| 5.             | Quinte                   | 2 ⁄3′ |
| 6.             | Oktave (vorab aus Nr. 7) | 2′    |
| 7.             | Mixtur IV                | 2′    |

| II Oberwerk C– |                 |       |
| 8.             | Copula          | 8′    |
| 9.             | Salizional      | 8′    |
| 10.            | Holzflöte       | 4′    |
| 11.            | Prinzipal       | 2′    |
| 12.            | Sesquialtera II | 2 ⁄3′ |
| 13.            | Zimbel II       | 1′    |
| 14.            | Zartregal       | 8′    |

| Pedalwerk C– |                           |     |
| 15.          | Subbaß                    | 16′ |
| 16.          | Oktavbaß                  | 8′  |
| 17.          | Oktave (vorab aus Nr. 18) | 4′  |
| 18.          | Piffaro II                | 4′  |
| 19.          | Posaune                   | 8′  |

- Koppeln: II/I; I/P; II/P.

## Loretokapelle

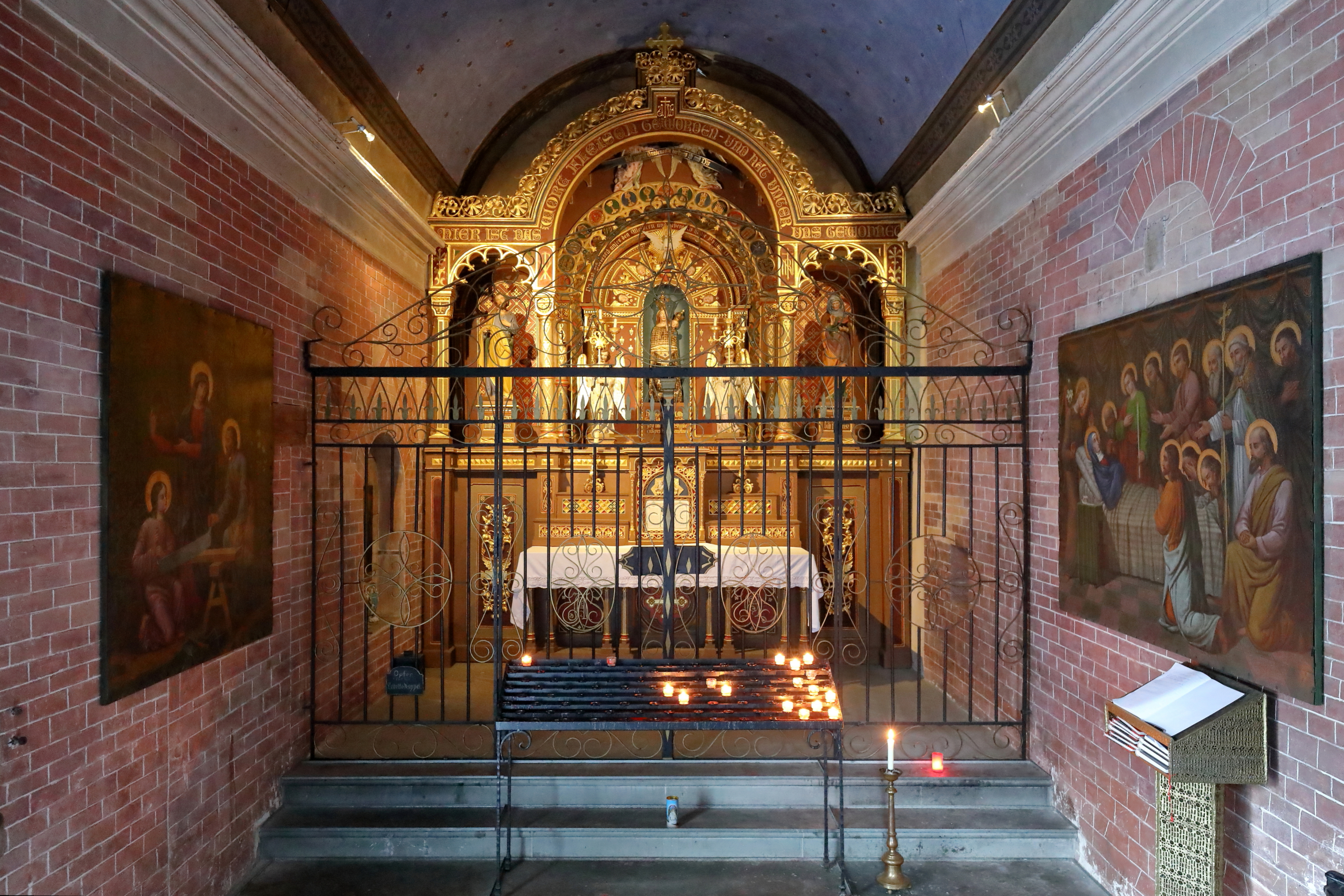
Innenansicht der Loretokapelle

Die Loretokapelle, eine Nachbildung des Heiligen Hauses von Nazareth, wurde 1876 als später Nachfahre der typischen barocken Loretokapellen vor der Wallfahrtskirche, halb links, errichtet. Gebaut wurde sie nach einem Entwurf und unter Leitung des Steyrer Kunsttischlers Johann Jaunisch und am 29. Juni 1876 vom Linzer Bischof Franz Josef Rudigier geweiht.

### Beschreibung
Ein eingeschoßiger Rechteckbau mit abschließendem Satteldach und einem rechteckigen Eingangsportal mit Steingewände in der Längsfassade. Hinter einem schmiedeeisernen Gitter befindet sich ein neugotischer Altar. In dessen Zentrum die typische Loreto-Madonna mit dem Jesuskind – eingehüllt in die „Dalmatika“. Als Begleitfiguren sind der hl. Josef und die hl. Anna dargestellt. Die Wände erinnern an die Ziegel des Heiligen Hauses, ein Fries trennt sie vom blauen Himmel mit goldenen Sternen. Vor dem schmiedeeisernen Gitter sind drei Zinkblechgemälde aufgehängt, die Mathias Größer 1878 schuf.

## Nepomuk-Kapelle

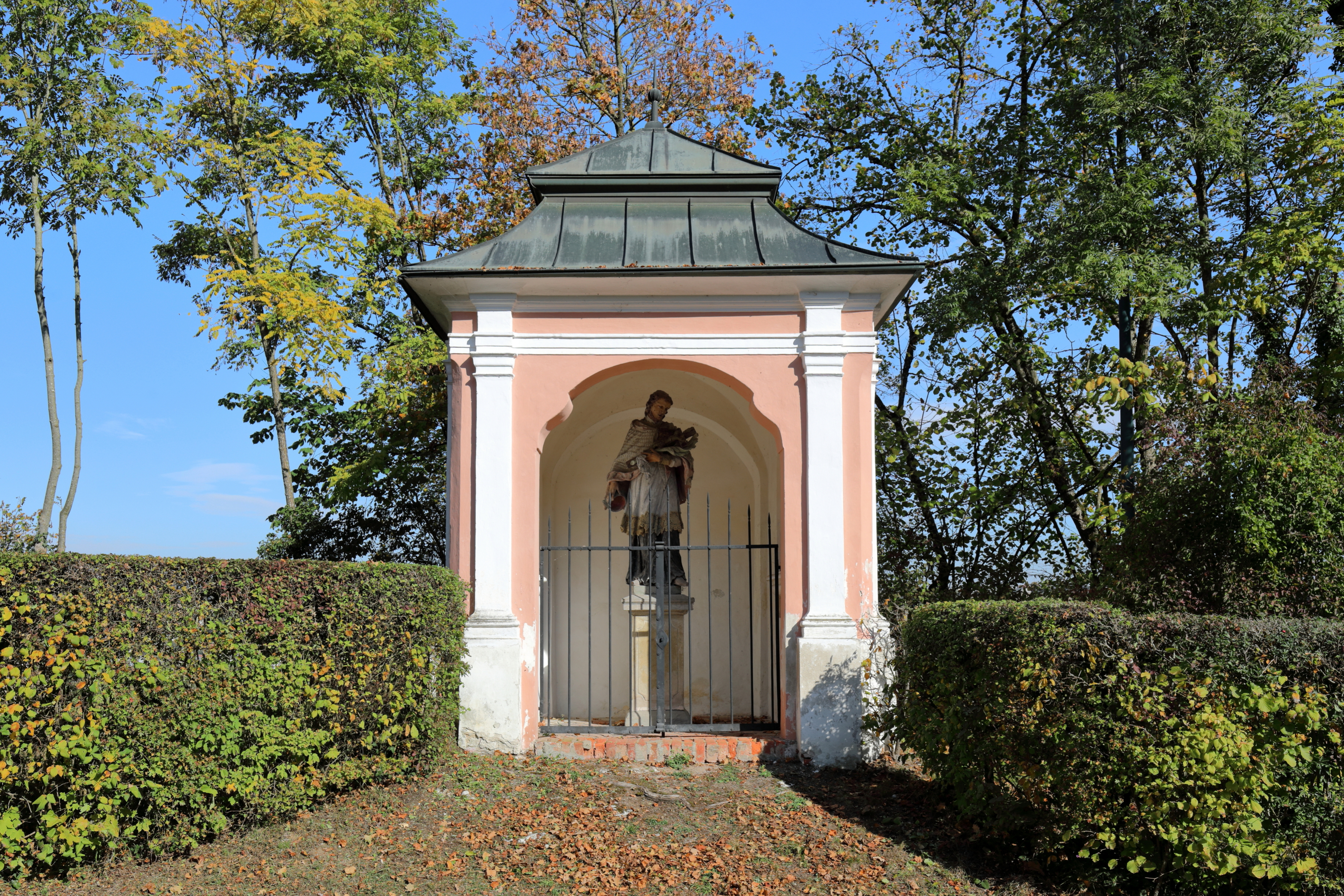
Nepomukkapelle

Die barocke Wegkapelle vor der Kirche und schräg gegenüber der Loretokapelle wurde um 1740 errichtet. An der Schauseite eine weite Bogenöffnung mit schulterbogigen Ansätzen und schlichtem einfachen Gitter. Im Inneren eine Steinfigur des heiligen Johannes Nepomuk, ebenfalls aus der Zeit um 1740.

## Sonstiges
Da die Wallfahrtskirche als Partnerkirche zu jener in Betlehem fungiert, kam im Jahr 2024 aufgrund der sicherheitsrelevanten Lage das Friedenslicht nicht wie üblich aus Betlehem, sondern aus der Kirche in Christkindl.